# New Bedford (Illinois)
New Bedford es una villa ubicada en el condado de Bureau en el estado estadounidense de Illinois. En el Censo de 2010 tenía una población de 75 habitantes y una densidad poblacional de 162,68 personas por km².

## Geografía
New Bedford se encuentra ubicada en las coordenadas 41°30′40″N 89°43′6″O / 41.51111, -89.71833. Según la Oficina del Censo de los Estados Unidos, New Bedford tiene una superficie total de 0.46 km², de la cual 0.46 km² corresponden a tierra firme y (0%) 0 km² es agua.

## Demografía
Según el censo de 2010, había 75 personas residiendo en New Bedford. La densidad de población era de 162,68 hab./km². De los 75 habitantes, New Bedford estaba compuesto por el 98.67% blancos, el 0% eran afroamericanos, el 0% eran amerindios, el 1.33% eran asiáticos, el 0% eran isleños del Pacífico, el 0% eran de otras razas y el 0% pertenecían a dos o más razas. Del total de la población el 2.67% eran hispanos o latinos de cualquier raza.